# Мирково (община)
Община Мѝрково се намира в Западна България и е една от съставните общини на Софийска област.

## География

### Географско положение, граници, големина
Общината се намира в източната част на Софийска област. С площта си от 207,876 km2 е 13-а по големина сред 22-те общини на областта, което съставлява 2,94% от територията на областта. Границите ѝ са следните:
- на запад – община Елин Пелин и община Горна Малина;
- на север – община Етрополе;
- на изток – община Челопеч и община Чавдар;
- на югоизток – община Златица;
- на юг – община Панагюрище, Област Пазарджик;
- на югозапад – община Ихтиман.

### Природни ресурси

#### Релеф
Релефът на общината е хълмист, ниско и средно планински, като територията ѝ попада в пределите на Стара планина, Задбалканските котловини и Средна гора.
Северната четвъртина на община Мирково се заема от южните склонове на Етрополска планина (съставна планина на Западна Стара планина). В нея, на границата с община Етрополе се издига най-високата точка на община Мирково – връх Мара Гидия 1789,8 m. Южно от Етрополска планина се простират западните, хълмисти части на Златишко-Пирдопската котловина, където южно от село Бенковски, на границата с община Златица (землището на село Петрич), в коритото на Буновска река се намира най-ниската ѝ точка – 516 m н.в.
Западно от Златишко-Пирдопската котловина, на границата с община Горна Малина, в посока север-юг е разположен високият планински праг Гълъбец свързващ Етрополска планина на север с Ихтиманска Средна гора на юг, по билото на който преминава Главния вододел на България.
В южната и югозападната половина на община Мирково се простират североизточните разклонения на планинския рид Белица (част от Ихтиманска Средна гора). Най-високата му точка връх Голямата Икуна 1220,9 m се издига в най-южната част на общината, на границата с общините Елин Пелин и Ихтиман.

#### Води
По западната (с община Горна Малина) и по северната (с община Етрополе) граница на община Мирково преминава участък от Главния вододел на България, като територията ѝ изцяло принадлежи към Беломорския водосборен басейн.
Най-голямата река в община Мирково е Буновска река (24 km, десен приток на река Тополница). Тя извира на 1375 m н.в. в местността „Кръговрат“ в Етрополска планина на 1 км югоизточно от връх Звездец (1655 m, най-северозападната точка на водосборния басейн на река Марица). До село Буново тече на юг в дълбока и залесена долина. След това навлиза в западната покрайнина на Златишко-Пирдопската котловина, като запазва южната си посока с лек уклон на югоизток, напуска пределите на общината и след около 4 km се влива отдясно в река Тополница на 480 m н.в., на 1 km северно от село Петрич, община Златица. Нейни основни притоци са реките: Букитска река (ляв), Мирковска река (ляв) и Смолска река (десен). Първите две изцяло протичат през територията на община Мирково, а третата с горното и средното си течение.
Южната част на общината (землището на село Каменица) се отводнява от Каменишка река (десен приток на Тополница), която протича с горното и част от средното си течение през територията на община Мирково.

## Население

### Етнически състав (2011)
Численост и дял на етническите групи според преброяването на населението през 2011 г.:
|                     | Численост | Дял (в %) |
| Общо                | 2540      | 100,00    |
| Българи             | 2227      | 87,68     |
| Турци               | 8         | 0,31      |
| Цигани              | 152       | 5,98      |
| Други               | 4         | 0,16      |
| Не се самоопределят | 11        | 0,43      |
| Неотговорили        | 138       | 5,43      |

### Възрастов състав
| Население по възрастови групи към септември 2021 година | Население по възрастови групи към септември 2021 година | Население по възрастови групи към септември 2021 година | Население по възрастови групи към септември 2021 година | Население по възрастови групи към септември 2021 година | Население по възрастови групи към септември 2021 година | Население по възрастови групи към септември 2021 година | Население по възрастови групи към септември 2021 година | Население по възрастови групи към септември 2021 година | Население по възрастови групи към септември 2021 година | Население по възрастови групи към септември 2021 година | Население по възрастови групи към септември 2021 година | Население по възрастови групи към септември 2021 година | Население по възрастови групи към септември 2021 година | Население по възрастови групи към септември 2021 година | Население по възрастови групи към септември 2021 година | Население по възрастови групи към септември 2021 година | Население по възрастови групи към септември 2021 година | Население по възрастови групи към септември 2021 година |
| ------------------------------------------------------- | ------------------------------------------------------- | ------------------------------------------------------- | ------------------------------------------------------- | ------------------------------------------------------- | ------------------------------------------------------- | ------------------------------------------------------- | ------------------------------------------------------- | ------------------------------------------------------- | ------------------------------------------------------- | ------------------------------------------------------- | ------------------------------------------------------- | ------------------------------------------------------- | ------------------------------------------------------- | ------------------------------------------------------- | ------------------------------------------------------- | ------------------------------------------------------- | ------------------------------------------------------- | ------------------------------------------------------- |
| Общо                                                    | 0 – 4                                                   | 5 – 9                                                   | 10 – 14                                                 | 15 – 19                                                 | 20 – 24                                                 | 25 – 29                                                 | 30 – 34                                                 | 35 – 39                                                 | 40 – 44                                                 | 45 – 49                                                 | 50 – 54                                                 | 55 – 59                                                 | 60 – 64                                                 | 65 – 69                                                 | 70 – 74                                                 | 75 – 79                                                 | 80 – 84                                                 | 85+                                                     |
| 2337                                                    | 75                                                      | 89                                                      | 113                                                     | 84                                                      | 88                                                      | 96                                                      | 119                                                     | 130                                                     | 125                                                     | 159                                                     | 156                                                     | 164                                                     | 207                                                     | 183                                                     | 198                                                     | 155                                                     | 110                                                     | 86                                                      |

### Движение на населението (1934 – 2021)
| Община Мирково                                | Община Мирково | Община Мирково | Община Мирково | Община Мирково | Община Мирково | Община Мирково | Община Мирково | Община Мирково | Община Мирково | Община Мирково | Община Мирково |
| --------------------------------------------- | -------------- | -------------- | -------------- | -------------- | -------------- | -------------- | -------------- | -------------- | -------------- | -------------- | -------------- |
| Година                                        | 1934           | 1946           | 1956           | 1965           | 1975           | 1985           | 1992           | 2001           | 2011           | 2021           |                |
| Население                                     | 6916           | 6977           | 6199           | 5453           | 4857           | 4106           | 3534           | 3179           | 2540           | 2337           |                |
| Източници: Национален Статистически Институт, |                |                |                |                |                |                |                |                |                |                |                |

### Населени места
Общината има 11 населени места с общо население от 2337 жители към 7 септември 2021 г.
| Населено място | Население (2021 г.) | Площ на землището km2 | Забележка (старо име)   | Населено място | Население (2021 г.) | Площ на землището km2 | Забележка (старо име)            |
| -------------- | ------------------- | --------------------- | ----------------------- | -------------- | ------------------- | --------------------- | -------------------------------- |
| Бенковски      | 103                 | 16,014                | Келаво Камарци          | Плъзище        | -                   | -                     | Кайрака, в з-щето на с. Каменица |
| Брестака       | 16                  | -                     | в з-щето на с. Каменица | Преспа         | -                   | -                     | в з-щето на с. Каменица          |
| Буново         | 288                 | 149,711               |                         | Смолско        | 285                 | 41,025                |                                  |
| Илинден        | 3                   | -                     | в з-щето на с. Каменица | Хвърчил        | 3                   | -                     | Фърчил, в з-щето на с. Каменица  |
| Каменица       | 75                  | 137,741               |                         | Черковище      | -                   | -                     | в з-щето на с. Каменица          |
| Мирково        | 1564                | 63,385                |                         | ОБЩО           | 2337                | 207,876               | 6 населени места са без землища  |

## Административно-териториални промени
- Указ № 157/обн. 6 юни 1897 г. – преименува с. Келаво Камарци на с. Бенковски;
- МЗ № 2820/обн. 14 август 1934 г. – преименува к. Кайрака на к. Плъзище;
- Указ № 236/обн. 28 май 1950 г. – преименува к. Борил на к. Преспа;
- през 1956 г. – осъвременено е името на к. Фърчил на к. Хвърчил без административен акт;
- Указ № 881/обн. 30 ноември 1965 г. – заличава к. Мальов рът поради изселване;
- Указ № 970/обн. 4 април 1986 г. – заличава к. Яловица поради изселване;
- Указ 250/обн. 12 август 1991 г. – заличава община Средногорие и на нейната територия създава Община Антон, община Златица, Община Мирково, община Пирдоп, община Чавдар и община Челопеч.

## Транспорт
През територията на общината, от запад на изток, на протежение от 13,4 km преминава участък от трасето на жп линията София – Карлово – Бургас от Железопътната мрежа на България.
През общината преминават частично 3 пътя от Републиканската пътна мрежа на България с обща дължина 28,5 km:
- участък от 16,3 km от Републикански път I-6 (от km 178,9 до km 195,2);
- участък от 7,8 km от Републикански път III-6004 (от km 22,3 до km 30,1);
- началният участък от 4,4 km от Републикански път III-6006 (от km 0 до km 4,4).

## Топографска карта
- Лист от карта K-34-48. Мащаб: 1 : 100 000.
- Лист от карта K-34-60. Мащаб: 1 : 100 000.
- Лист от карта K-35-37. Мащаб: 1 : 100 000.
- Лист от карта K-35-49. Мащаб: 1 : 100 000.